# Ophioscion strabo
Ophioscion strabo és una espècie de peix marí de la família dels esciènids i de l'ordre dels perciformes. Els adults poden assolir fins a 30 cm de longitud total.
Menja principalment invertebrats bentònics. És un peix de clima tropical (28°N-7°N) i demersal. Es troba a l'oceà Pacífic oriental: des del Golf de Califòrnia fins al nord de Colòmbia.
És inofensiu per als humans.